# Mars 1744
Cette page présente les faits marquants du mois de mars 1744.

## Événements
- Mars : le roi du Sennar Baadi IV Abou Chilouk écrase l’armée abyssine du négus Iyasou II[1]. Le royaume musulman du Sennar (Soudan actuel) traverse une période florissante jusqu’à la fin du siècle.